# Dubivți, raionul Ternopil, regiunea Ternopil
Dubivți (în ucraineană Дубівці) este o comună în raionul Ternopil, regiunea Ternopil, Ucraina, formată numai din satul de reședință.

## Demografie
Componența lingvistică a comunei Dubivți
     Ucraineană (99,23%)
     Alte limbi (0,77%)
Conform recensământului din 2001, majoritatea populației comunei Dubivți era vorbitoare de ucraineană (99,23%), existând în minoritate și vorbitori de alte limbi.